# Жорже Энрике де Соуза
Жо́рже Энри́ке де Со́уза, либо просто Жорже Энрике (порт.-браз. Jorge Henrique de Souza; род. 23 апреля 1982, Резенди, штат Рио-де-Жанейро) — бразильский футболист, нападающий.

## Биография
Жорже Энрике — воспитанник школы «Наутико» из Ресифи, несмотря на то, что родился он в штате Рио-де-Жанейро. В 2003 году он дебютировал за основной состав своей первой команды, которая выступала на тот момент в Серии B.
В 2005 году Жорже Энрике перешёл в «Атлетико Паранаэнсе», где успел выиграть чемпионат штата Парана, но был отдан в аренду в «Санту-Андре». По этой причине нападающий не выступал в розыгрыше Кубка Либертадорес 2005, который стал самым высоким достижением «Атлетико Паранаэнсе» в истории — команда сумела дойти до финала, в котором проиграла «Сан-Паулу».
В 2006 году продолжил выступления на правах аренды — сначала в «Сеаре», а затем в «Санта-Крузе». В последнем клубе Жорже Энрике действовал преимущественно на позиции полузащитника.
В 2007 году перешёл в «Ботафого». Тренер Кука вернул игрока на позицию нападающего. За два года Жорже Энрике провёл за чёрно-белых 116 матчей и отметился 18-ю забитыми голами, став одним из лидеров «Ботафого», наряду с Додо, Зе Роберто и Лусио Флавио.
В 2009 году подписал контракт с «Коринтиансом». В дебютном товарищеском матче забил два из пяти голов в ворота аргентинского «Эстудиантеса». В 2009 году Жорже Энрике помог своей команде завоевать Кубок Бразилии, а по итогам опроса болельщиков он занял четвёртое место среди всех футболистов чемпионата Бразилии после Деяна Петковича, Дарио Конки и Эрнанеса.
В 2011 году Жорже Энрике вместе со своей командой выиграл чемпионат Бразилии, а в 2012 году — Кубок Либертадорес, этот титул был первым трофеем, разыгрывающимся под эгидой КОНМЕБОЛ, в истории клуба. Жорже Энрике провёл почти все матчи в победной кампании, и отметился тремя забитыми голами — однако все эти три мяча он забил на групповой стадии турнира.

## Титулы и достижения
- Чемпион штата Сан-Паулу (1): 2009
- Чемпион штата Парана (1): 2005
- Чемпион штата Пернамбуку (3): 2001, 2002, 2004
- Чемпион штата Сеара (1): 2006
- Чемпион Бразилии (1): 2011
- Чемпион Кубка Бразилии (1): 2009
- Обладатель Кубка Либертадорес (1): 2012
- Победитель Клубного чемпионата мира (1): 2012